# Raffaele Castello
Raffaele Castello (* 5. September 1905 in Capri; † 1969 ebenda) war ein italienischer Maler der abstrakten Kunst.

## Leben
In den Jahren seiner Jugend zeigte Castello ein frühes Interesse für Kunst, Philosophie und Poesie und kam in Kontakt mit der europäischen Avantgarde, welche sich zu dieser Zeit auf Capri aufhielt. Insbesondere zu seinem Mentor Otto Sohn-Rethel etablierte sich eine Beziehung von tiefer Freundschaft. Zu Beginn des 20. Jahrhunderts war dessen Haus, die Villa Lina in Anacapri, ein Zentrum für die Ausländergemeinde und Intellektuelle, ein Treffpunkt und Kontakthof der Düsseldorfer Kulturkreise, so wie auch der deutschen Avantgarde-Kunst. Sohn-Rethel empfahl dem jungen Castello, welcher von den Post-Futuristen fasziniert war, Capri zu verlassen und sich auf Studienreisen in Europa in der Malerei weiterzubilden. 
1929, 24 Jahre alt, verließ Castello die Insel und ging nach Polen. Nach mehreren Monaten Studium an der Akademie der Schönen Künste in Warschau, wo er Wassily Kandinsky kennenlernte, ging er nach Deutschland, nahm an den Malkursen von Paul Klee teil, welcher an der Kunstakademie Düsseldorf lehrte. In der Düsseldorfer Zeit um 1931 verhalfen Klee und Sohn-Rethel dem jungen Künstler zu Ausstellungen in Köln und Düsseldorf und Castello traf durch Klee auf Oskar Schlemmer, László Moholy-Nagy und Walter Gropius. Nach München waren die nächsten Etappen der künstlerischen Ausbildung Castellos die Tschechoslowakei, Frankreich, Belgien und Holland. In Paris traf er auf Piet Mondrian, welcher seine Gemälde lobte und ihn in die Pariser Avantgarde-Kreise einführte und bei den Treffen von Abstraction-Création entstand eine langjährige Freundschaft zu Enrico Prampolini.
Nach der Machtergreifung durch die Nationalsozialisten kehrte Castello 1934 nach Capri zurück, wurde durch Anton Giulio Bragaglia in den Folgejahren zur Beteiligung zweier Ausstellungen, den Mostra del Sindacato nazionale fascista di Belle Arti (Ausstellung des Faschistischen Verbands der schönen Künste) geladen. In der Zeit des Zweiten Weltkriegs, Castello hatte fast ganz seine Malerei eingestellt, freundete er sich mit einer Gruppe von Schriftstellern und Künstlern, darunter Curzio Malaparte und Giuseppe Ungaretti an. Ab 1948 kehrte er zu seiner Malerei zwischen Natur und Abstraktion zurück. Seit 1958 lebte Castello in München und war dort Mitglied der Neuen Gruppe. Raffaele Castello kehrte immer wieder nach Capri zurück, wo er 1969 verstarb. 

## Werk
Seine Hauptwerke sind in den Gemäldegalerien Mailands und Roms zu sehen. Häufig figürliche Motive waren der Stier und das Pferd. Seine Pinselstriche sind auf die Beschreibung des Objekts beschränkt und seine abstrakten Kompositionen scheinen von dem Licht, der Landschaft und dem Meer Capris in ihrer Farbigkeit inspiriert.

## Ausstellungen (Auswahl)
- 1937: Mostra del Sindacato Nazionale Fascista Belle Arti, Neapel
- 1956: Einzelausstellung mit Werken geschaffen zwischen 1928 und 1931; Kulturzentrum der Firma Olivetti, Ivrea[6]
- 2005: Einzelausstellung, Museo della Certosa di San Giacomo, Capri[7]
- 2008: Opere dal 1930 al 1966, Reggia di Caserta, Neapel[8]
- 2014: Opere dal 1930 al 1966, Galleria Siniscalco, Neapel